# 帕拉廷布里奇 (紐約州)
帕拉廷布里奇（英語：Palatine Bridge）是位於美國紐約州蒙哥馬利縣的村。

## 人口
根據2020年美國人口普查的數據，帕拉廷布里奇的面積為2.57平方千米，當中陸地面積為2.39平方千米，而水域面積為0.18平方千米。當地共有人口796人，而人口密度為每平方千米310人。